# Puchar Świata w skeletonie 2004/2005
Puchar Świata w skeletonie 2004/2005 – 19. edycja tej imprezy. Cykl rozpoczął się w Winterbergu 26 listopada 2004 roku, a zakończył się 12 lutego 2005 roku w Lake Placid. Obrońcami Pucharu Świata wśród mężczyzn był Brytyjczyk Kristan Bromley, natomiast w rywalizacji kobiet reprezentantka Kanady, Lindsay Alcock.

## Kalendarz Pucharu Świata
| Lp.                                 | Data              | Miejscowość  | Konkurencja | 1 miejsce         | 2 miejsce           | 3 miejsce             |
| ----------------------------------- | ----------------- | ------------ | ----------- | ----------------- | ------------------- | --------------------- |
| 1. PŚ                               | 26 listopada 2004 | Winterberg   | Mężczyźni   | Jeff Pain         | Gregor Stähli       | Chris Soule           |
| 1. PŚ                               | 26 listopada 2004 | Winterberg   | Kobiety     | Noelle Pikus-Pace | Deanna Panting      | Diana Sartor          |
| Mistrzostwa Europy 2005 – Altenberg |                   |              |             |                   |                     |                       |
| 2. PŚ                               | 9 grudnia 2004    | Igls         | Mężczyźni   | Gregor Stähli     | Jeff Pain           | Markus Penz           |
| 2. PŚ                               | 9 grudnia 2004    | Igls         | Kobiety     | Noelle Pikus-Pace | Kerstin Jürgens     | Mellisa Hollingsworth |
| 3. PŚ                               | 18 grudnia 2004   | Sigulda      | Mężczyźni   | Duff Gibson       | Frank Kleber        | Chris Soule           |
| 3. PŚ                               | 18 grudnia 2004   | Sigulda      | Kobiety     | Noelle Pikus-Pace | Maya Pedersen       | Tanja Morel           |
| 4. PŚ                               | 20 stycznia 2005  | Cesana       | Mężczyźni   | Duff Gibson       | Matthias Biedermann | Jeff Pain             |
| 4. PŚ                               | 20 stycznia 2005  | Cesana       | Kobiety     | Kerstin Jürgens   | Diana Sartor        | Monique Riekewald     |
| 5. PŚ                               | 27 stycznia 2005  | Sankt Moritz | Mężczyźni   | Chris Soule       | Eric Bernotas       | Gregor Stähli         |
| 5. PŚ                               | 27 stycznia 2005  | Sankt Moritz | Kobiety     | Tanja Morel       | Noelle Pikus-Pace   | Maya Pedersen         |
| 6. PŚ                               | 12 lutego 2005    | Lake Placid  | Mężczyźni   | Eric Bernotas     | Jeff Pain           | Zach Lund             |
| 6. PŚ                               | 12 lutego 2005    | Lake Placid  | Kobiety     | Maya Pedersen     | Katie Uhlaender     | Noelle Pikus-Pace     |
| Mistrzostwa Świata 2005 – Calgary   |                   |              |             |                   |                     |                       |

## Klasyfikacje
| Lp. | Zawodnik        | Punkty |
| --- | --------------- | ------ |
| 1.  | Jeff Pain       | 575    |
| 2.  | Chris Soule     | 520    |
| 3.  | Duff Gibson     | 504    |
| 4.  | Gregor Stähli   | 442    |
| 5.  | Zach Lund       | 435    |
| 6.  | Eric Bernotas   | 426    |
| 7.  | Frank Kleber    | 405    |
| 8.  | Kristan Bromley | 313    |
| 9.  | Martin Rettl    | 261    |
| 10. | Florian Grassl  | 258    |

| Lp. | Zawodnik              | Punkty |
| --- | --------------------- | ------ |
| 1.  | Noelle Pikus-Pace     | 560    |
| 2.  | Maya Pedersen         | 545    |
| 3.  | Kerstin Jürgens       | 470    |
| 4.  | Lindsay Alcock        | 457    |
| 5.  | Diana Sartor          | 456    |
| 6.  | Katie Uhlaender       | 431    |
| 7.  | Tanja Morel           | 412    |
| 8.  | Mellisa Hollingsworth | 396    |
| 9.  | Monique Riekewald     | 370    |
| 10. | Lea Ann Parsley       | 300    |